# Công ước Viên về Báo hiệu và Tín hiệu Giao thông Đường bộ
Công ước về Báo hiệu và Tín hiệu Đường bộ, thường được gọi là Công ước Viên về Báo hiệu và Tín hiệu Giao thông Đường bộ, là một hiệp ước đa phương được thiết kế để tăng cường an toàn giao thông đường bộ và hỗ trợ giao thông đường bộ quốc tế bằng cách tiêu chuẩn hóa hệ thống ký hiệu cho giao thông đường bộ (biển báo, đèn giao thông và đường bộ đánh dấu) trong sử dụng quốc tế.
Công ước này đã được Hội đồng Kinh tế và Xã hội Liên Hợp Quốc đồng ý tại Hội nghị về Giao thông đường bộ ở Viên ngày 7 tháng 10 đến ngày 8 tháng 11 năm 1968, được kết thúc tại Viên vào ngày 8 tháng 11 năm 1968 và có hiệu lực vào ngày 6 tháng 6 năm 1978. Hội nghị này cũng thông qua Công ước Viên về Giao thông Đường bộ, bổ sung cho luật này bằng cách tiêu chuẩn hóa luật giao thông quốc tế.
Công ước đã sửa đổi và mở rộng đáng kể Nghị định thư Geneva 1949 trước đó về các Dấu hiệu và Tín hiệu Đường bộ, mà bản thân nó dựa trên Công ước Geneva liên quan đến Thống nhất Tín hiệu Đường bộ năm 1931.
Sửa đổi, bao gồm các quy định mới liên quan đến mức độ dễ đọc của các dấu hiệu, ưu tiên tại các đường vòng và các dấu hiệu mới để cải thiện sự an toàn trong các đường hầm đã được thông qua vào năm 2003.
Cả Công ước Vienna và Nghị định thư Geneva đều phản ánh sự đồng thuận chung về các biển báo giao thông đường bộ phát triển chủ yếu ở châu Âu vào giữa thế kỷ 20. Hầu hết các khu vực pháp lý bên ngoài châu Âu đã không chấp nhận một trong hai hiệp ước và duy trì hệ thống tín hiệu giao thông đường bộ của riêng họ. Ví dụ: Hướng dẫn của Hoa Kỳ về các thiết bị kiểm soát lưu lượng thống nhất (MUTCD) không tuân theo chính sách biểu tượng được quy định bởi Công ước Vienna; ví dụ các dấu hiệu cho giới hạn tốc độ và cấm đỗ xe là một trong những khác biệt dễ thấy nhất. Để làm cho nó được chấp nhận ở càng nhiều quốc gia càng tốt, công ước cho phép một số biến thể, ví dụ, các dấu hiệu cảnh báo nguy hiểm có thể là hình tam giác hoặc hình vuông hình kim cương và vạch kẻ đường có thể có màu trắng hoặc vàng.
Một quy ước khác được gọi là SADC-RTSM, được cung cấp bởi Cộng đồng Phát triển Nam Phi, được sử dụng bởi 10 quốc gia ở miền nam châu Phi. Nhiều quy tắc và nguyên tắc của SADC-RTSM tương tự như các quy định của Công ước Viên.